# Dolgen (Sehnde)
Dolgen (anteriormente Thologun) es un pueblo de la ciudad de Sehnde, al sureste de Hannover.

## Historia
Alrededor del año 800, la área de Dolgen era colonizado por colonistas militares del tribo de los Francos. Pertenecía al territorio autónoma del "Großes Freies" (Libre grande). La primera vez, Dolgen fue mencionado en un documento viejo del convento de Corvey en el año 973.
Debido a la reforma de territorios, Dolgen se ha convertido en un parte de la ciudad pequeña y de la comuna de Sehnde el 1. de marzo de 1974.

## Política
Juntos con los pueblos vecinos de Haimar y Evern, Dolgen tiene una junta pequeña de siete personas.
EL alcalde de los tres pueblos es Konrad Haarstrich de la CDU.

## Cultura y lugares de interés

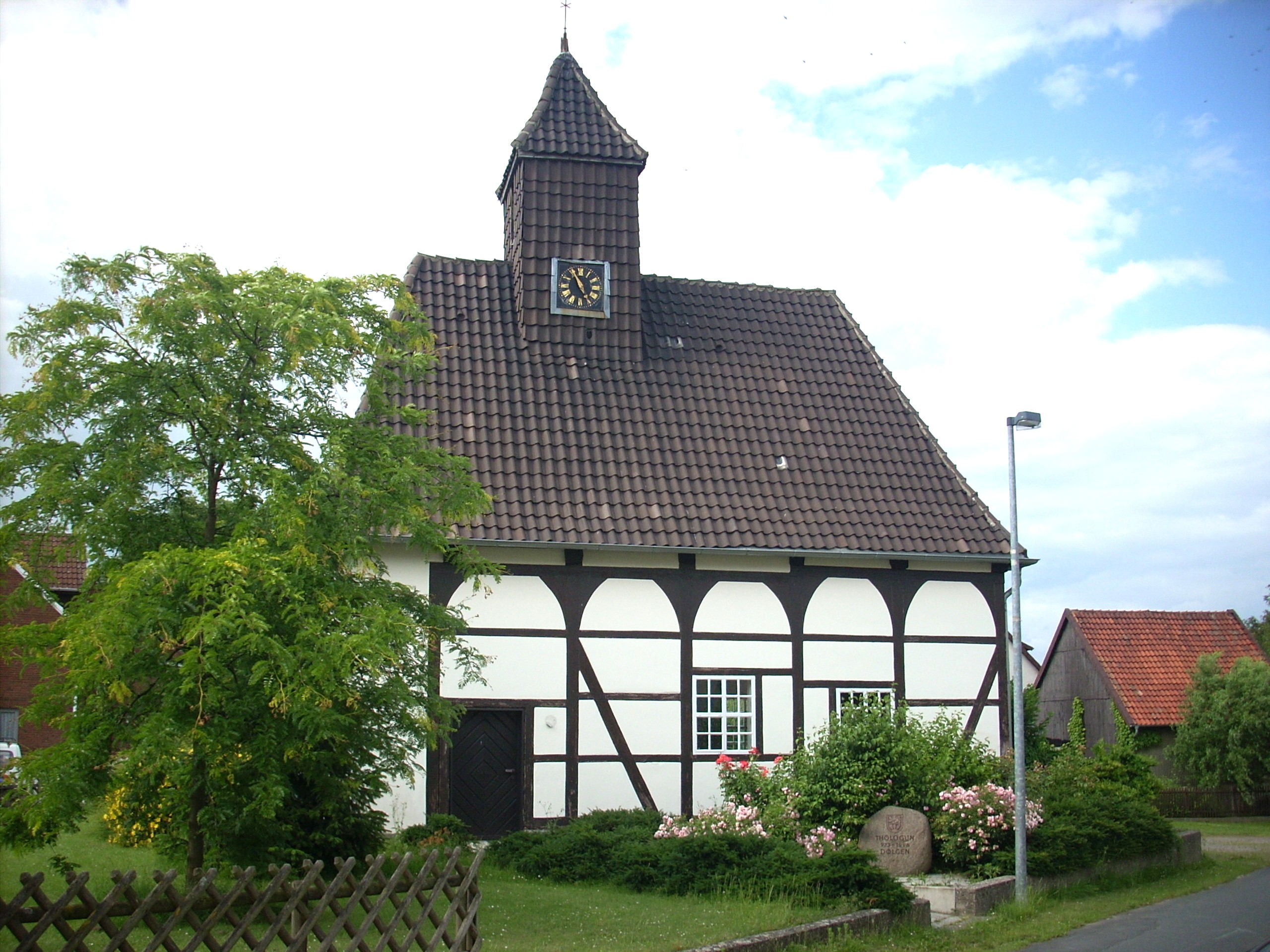
Capilla

En la crónica de la iglesia se puede encontrar el mensaje más viejo de la capilla. Allí se dice: „Die Capelle zu Dolgen ist alt, hat beßerung nötig“ ("La capilla de Dolgen es vieja, necesita mejoramiento.") que lo recibió en el año de 1664. Había diversas reparaciónes en los siguientes años. La ultima pasó en 1997. Debido al hundirse del suelo, había rasgónes en los paredes. Para conservar la capilla vieja construyeron un suelo nuevo de concreto 3,50 m debajo de la tierra. La capilla sigue siendo conservada en su sustancia original
Dentro de la capilla hay un crucifijo grande. Se encuentra encima del altar y fue llevado a Dolgen de Verdun después de la Primera Guerra Mundial. La campana que sona cada día a las seis PM, lleva un texto que dice: "„Ursula heiß ich, all´ die Müden rufe ich. Goebel goß mich im Jahre unseres Herrn 1534“. ("Ursula me llamaba, llamo a todos los que estén cansados. Goebel me regó en el año de nuestro señor en 1534".)

## Economía e Infraestructura
Dolgen es conectado con otros pueblos de la comuna de Sehnde vía una línea de buses de la empresa Großraumverkehr Hannover. Solamente hay una parada en el pueblo dónde el Bus con el número 800 para.

## Literatura
Werner Walkling, Hanover: libro de la familia Haimar, lugares Haimar, Evern y Dolgen, 660 páginas, tapa blanda, autoeditado, Hanover, 2014

## Enlaces web
- Información sobre Dolgen
- Sitio web oficial de la ciudad de Sehnde

## desgloses
1. ↑  . ISBN 3-17-003263-1. Falta el |título= (ayuda)

- Datos: Q959418
- Multimedia: Dolgen (Sehnde) / Q959418